# American Head Charge
Gli American Head Charge sono un gruppo musicale alternative metal di Minneapolis, Minnesota, formata nel 1993 dal bassista Chad Hanks e dal cantante Cameron Heacock.

## Storia del gruppo
Hanks e Heackock si conobbero per la prima volta in un centro di riabilitazione per tossicodipendenti in California.
Nel 1999 hanno pubblicato il primo album intitolato Trepanation, la formazione era completata da Dave Rogers nelle vesti di chitarrista, Chris Emery alle tastiere e Pete Harmon alla batteria. Durante l'anno si aggiunsero anche l'altro tastierista Aaron Zilch e il chitarrista Wayne Kyle.
Nel 2001, con l'ausilio di Rick Rubin, uscì The War of Art e, per promuoverlo, si imbarcarono in un lungo tour che li vide esibirsi all'Ozzfest e come spalla a Slayer e Slipknot, durante il quale Wayne Kyle lasciò la band per dare spazio all'ex Black food Diesel Bryan Ottoson.
The Feeding', uscito il 15 febbraio 2005, vide la luce in un periodo complicato per la band, con tre membri caduti nella tossicodipendenza, Ottoson vittima di istinti suicidi e l'uscita di Rogers e Zilch.
Due mesi dopo, il 18 aprile, durante il tour insieme a Mudvayne, Bloodsimple e Life of Agony, Ottoson muore a causa di un'overdose provocata dai farmaci che stava assumendo per curare una faringite.
Nel febbraio 2006 il batterista Chris Emery fu allontanato da Chad Hanks durante un concerto in quanto l'eccessivo uso di stupefacenti l'aveva reso incapace di suonare, il suo posto venne preso da Dane Touders.
Nel 2007 è uscito la raccolta su doppio disco intitolata Can't Stop the Machine, contenente anche una performance su DVD.

## Formazione

### Ultima formazione
- Cameron Heacock - voce (1993-2009, 2011-)
- Sin Quirin - chitarra (2011-)
- Karma Singh Cheema - chitarra (2004-2005, 2007-2009, 2011-)
- Chad Hanks - basso (1993-2009, 2011-)
- Justin Fowler - tastiere e sampling (1999-2009, 2011-)
- Chris Emery - tastiere (1996-2000), batteria (2000-2006, 2011-)

### Altri componenti
- Dave Rogers - chitarra (1996-2003)
- Wayne Kyle - chitarra (1999-2002)
- Karma Singh Cheema - chitarra (2004-2005)
- Bryan Ottoson - chitarra (2002-2005)
- Anthony Burke - chitarra (2006)
- Benji Hellberg – chitarra (2005-2009)
- Peter Harmon - batteria (1993-1999)
- Dane Touders - batteria (2006-2009)
- Jamie White - tastiere e sampling (1993-1998)
- Aaron Zilch - tastiere e sampling(1999-2003)

## Discografia

### Album in studio
- 1999 - Trepanation
- 2001 - The War of Art
- 2005 - The Feeding
- 2016 - Tango Umbrella

### Raccolte
- 2007 - Can't Stop the Machine

### Apparizioni
- 2000 - Devilswork: A Tribute to Ministry
- 2000 - Anthems of Rust and Decay: A Tribute to Marilyn Manson
- 2002 - Pledge of Allegiance Tour: Live Concert Recording
- 2002 - Ozzfest 2001: Second Millennium
- 2004 - UFC: Ultimate Beat downs, Vol. 1

### Video
- "Just So You Know"
- "All Wrapped Up"
- "Loyalty"
- "Drowning under everything